# 于伯拉克恩
于伯拉克恩是奥地利上奥地利州因河畔布劳瑙县的一个市镇。总面积27平方公里，总人口587人，人口密度21.7人/平方公里（2005年）。